# Magurahegy
Magurahegy (románul: Poiana Măgura) falu Romániában, Szilágy megyében.

## Fekvése
Sarmaság mellett fekvő település.

## Története
Magurahegy Szilágybadacsony, Somlyógyőrtelek és Selymesilosva község részeiből alakult ki.
1956-ban 125 lakosa volt. 1966-ban 112 lakosa volt, ebből 4 román, 108 magyar volt.
1992-ben 33 lakosából 3 román, 30 magyar volt.
A 2002-es népszámlálási adatok szerint 15 magyar lakosa volt.